# برنابي (كولومبيا البريطانية)
برنابي (بالإنجليزية: Burnaby)‏ هي مدينة كندية تقع في مقاطعة كولومبيا البريطانية. تبلغ مساحة هذه المدينة 89.1176 (كم²)، ويبلغ عدد سكانها 202799 نسمة حسب إحصاء سنة 2006 م، بينما كان يسكنها 193954 نسمة في سنة 2001 م. تحتل هذه المدينة المرتبة رقم 22 بين مدن كندا حسب عدد السكان والمرتبة رقم 3 في المقاطعة. نما عدد السكان في هذه المدينة بنسبة (4.6) بين العامين المذكورين.

## توأمة
لبرنابي (كولومبيا البريطانية) اتفاقيات توأمة مع كل من:
- ونجو (1 نوفمبر 2009 - )
- كوشيرو (9 سبتمبر 1965 - )

## أعلام
- كاري-آن موس
- إين جيمز كورليت
- كريس مارتن
- ديك فيليبس
- دونالد ماكلارين
- إيغل كيز
- مايكل بوبليه
- بيتي لامبرت
- سيمما هولت
- كرستين سينكلير

## وصلات خارجية
- الأطلس الحكومي لكندا
- إحصاءات كندا مع ساعة تعداد السكان